# Лісничий Павло Олександрович
Павло Олександрович Лісничий (1903–1941) — історик України.

## Життєпис
П. О. Лісничий народився в 1903 році  в с.Рівне Херсонської губернії в родині селянина-бідняка.
Після закінчення сільської школи навчався в педагогічному технікумі, де очолював комсомольську організацію. Від 1927 працював учителем історії в сільській школі, завідувачем Ново-Миргородського рай. відділу народної освіти, директором школи, редактором районної газети
У 1929 став членом КП(б)У та вступив на заочне відділення Кіровоградського інституту соціального виховання, після закінчення якого в 1933 році навчався в аспірантурі при кафедрі історії України історичного факультету Одеського державного університету.
У вересні 1937 року приступив до роботи в Одеській державній  науковій бібліотеці завідувачем відділу марксизму-ленінізму. Від грудня 1937 р. до 20.11.1938  р. обіймав  посаду заступника директора з наукової роботи. У цей же період від квітня до листопада 1938 року виконував  обов'язки директора бібліотеки.
Одночасно  викладав  в Одеському державному педагогічному інституті та Одеському університеті,  де з 1940 року обіймав посаду доцента.
У 1940 році захистив  дисертацію «Положення селян та селянський рух в 80-90-х рр.  ХІХ століття на півдні України» та отримав науковий ступінь кандидата історичних наук.
У червні 1941 в архівах Москви збирав матеріал для докторської дисертації, але через початок війни припинив цю роботу і повернувся до Одеси.
Під час нацистської навали у перших числах липня 1941 року добровольцем  записався до лав  Червоної Армії. Був призначений політруком роти 270-ї стрілецької дивізії.
Загинув у бою 26.09.1941 року

## Праці
- Положение крестьян и крестьянское движение в 80-90-х гг. ХІХ столетия на юге Украины: Дис. … канд. ист. н. — Одесса, 1940.